# Brocklehurst Ridge
Brocklehurst Ridge är en bergstopp i Antarktis. Den ligger i Östantarktis. Australien gör anspråk på området. Toppen på Brocklehurst Ridge är 831 meter över havet.
Terrängen runt Brocklehurst Ridge är kuperad åt nordväst, men åt sydost är den platt. Terrängen runt Brocklehurst Ridge sluttar brant österut. Trakten är obefolkad. Det finns inga samhällen i närheten. 